# TAU (métro)
Pour les articles homonymes, voir Tau (homonymie).

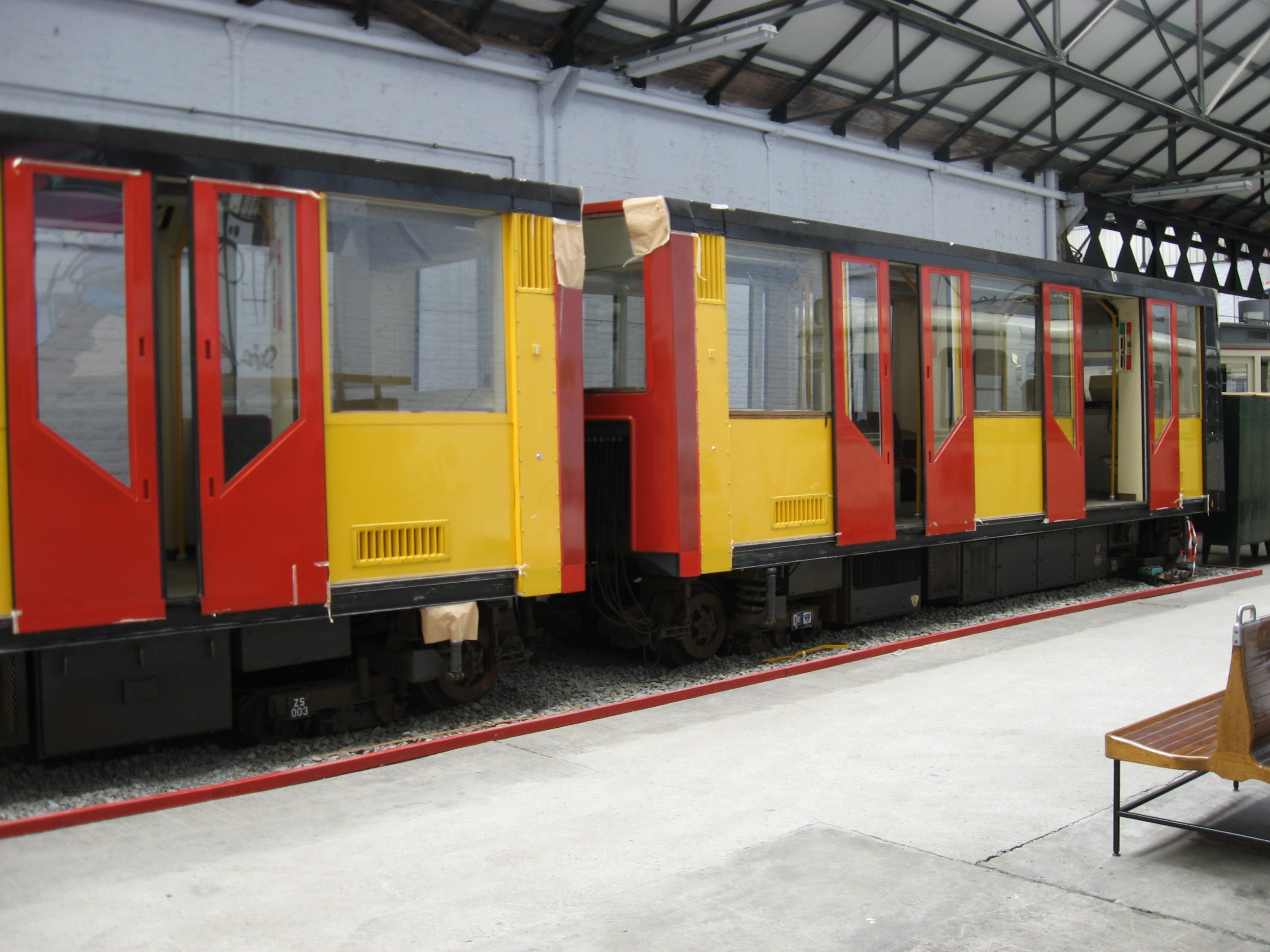
Prototype

Le TAU, acronyme de Transport Automatisé Urbain, était un prototype de métro automatique léger conçu en Belgique dans les années 1980. Il était prévu que le TAU équipe dans un premier temps la ville de Liège qui devait alors se doter d'un métro.

## Historique

### Premier projet de métro à Liège
Durant les années 1960, l'État belge envisage la construction de métros dans les cinq grandes agglomérations du pays : Bruxelles, Anvers, Liège, Gand et Charleroi. À cette fin, il fait construire au début des années 1970 à Liège, sous le quai Saint-Léonard, un tunnel avec stations. En 2011, la RTBF estime que la dépense s'élevait à 12 millions d'€ en expropriations, frais d'étude et construction. Long de 800 mètres, son gabarit est conçu pour accueillir tout type de rames.
Mais le projet de métro est abandonnée dans les années 1980. Le tunnel sert alors tour à tour de dépôt pour les anciens véhicules de la STIL (Société des transports intercommunaux de Liège), de laboratoire d'essais électromagnétiques pour l'université de Liège, de squat, de dépôts pour les « Petits riens » voire de circuit clandestin. Une association d'étudiants propose d'en faire un lieu de guindaille, mais l'idée n'est pas retenue pour des raisons de sécurité. En 2005, la Ville envisage de transformer le tunnel en parking. En octobre 2019, le tunnel - qui sert toujours de lieux de stockage de véhicules - est victime d'un incendie. Trois mois plus tard, les véhicules sont évacués : 15 sont conservés par le musée des transports en commun, tandis que les autres, les plus abîmés, sont envoyés à la ferraille. Le tunnel est finalement comblé dans le cadre des travaux du tramway.

### Présentation du projet de TAU
Au début des années 1980, le ministre des Communications Herman de Croo propose de créer trois grandes vitrines permettant d'illustrer le savoir-faire technique belge à l'international. Trois grands projets sont ainsi lancés : le trolleybus à Gand, le GLT - ou Guided light transit (Transport sur voie réservée) - à Mons (un site expérimental sera installé entre Jemelle, Rochefort, et la Station terrienne de télécommunications spatiales de Lessive en Famenne) et le TAU - ou Transport automatisé urbain - à Liège. Ce dernier consiste en la conception d'un métro léger électrique et entièrement automatique.
Les premiers essais du TAU remontent à la fin des années 1970. En 1982, un prototype développé par les ACEC et La Brugeoise et Nivelles est construit et testé à Jumet, au Nord de Charleroi, sur une piste d'essai de 2 000 mètres spécialement construite, qui disposait également d'une station souterraine,.
Le 25 avril 1985, à l'occasion de l'inauguration du musée des transports en commun de Liège, le ministre Herman de Croo affirme que la ville disposera bien du TAU. En septembre, la STIL teste les conditions d'utilisation du TAU à Jumet, tandis que le mois suivant, un véhicule prototype est exposé aux Liégeois sur la place Saint-Lambert.
Le 12 octobre 1986, est signé à Bruxelles le contrat cadre relatif à conception, l'étude, la réalisation et l'exploitation technique d'une ligne TAU entre Herstal et Jemeppe-sur-Meuse. Les plans définitifs sont adoptés le 26 février 1988 : ils prévoient une ligne comprenant 26 stations, avec une fréquence d'une rame toutes les 2 minutes 30, pour un budget de 25 milliards de francs belges. Le procédé de construction du tunnel, qui consiste en la pose d'éléments préfabriqués avec ouverture de la rue durant sept semaines, est présenté comme révolutionnaire.

### Régionalisation de la mobilité et abandon du projet
Le coût et l'ampleur des travaux annoncés provoquent une levée de boucliers : les commerçants liégeois s'inquiètent de nouveaux travaux, notamment sous la rue Pont d'Île et Pont d'Avroy, et les chiffres de rentabilité ne semblent pas concluant. Liège est perçue comme trop petite pour accueillir un réseau de type métro.
En 1988, le gouvernement Martens VIII vote la troisième réforme de l'État belge, qui prévoit - entre autres - la régionalisation de la mobilité et des transports (à l'exception de l'aéroport national de Bruxelles et des chemins de fer). Le 18 janvier 1989, la compétence échoit au ministre Amand Dalem, au sein de l'exécutif Anselme, qui gouverne alors la région wallonne.
En mai 1989, le ministre Dalem enterre le projet de TAU à Liège, pour des raisons financières.  L'exécutif Anselme estime impensable de dépenser 3 milliards de francs par an pendant dix ans, et préfère réinjecter de l'argent dans la fin des travaux de la place Saint-Lambert et dans le développement de l'aéroport de Liège (Bierset). Le Soir parle alors d'un « rêve fracassé à Liège » et dénonce : « Liège est définitivement laissée pour compte, aucune alternative de transport public urbain autre que les autobus existants n'est esquissée, ce qui confirme, s'il en était besoin, les options résolument favorables au lobby «routes-autoroutes» en région wallonne ».
Après être resté à l'abandon sur le site de Jumet pendant dix ans, l'unique prototype du TAU rejoint les collections du Musée des transports en commun en 2005.

### Projet de tramway

Plan du tramway.

En 2008, le gouvernement Demotte I, qui dirige alors la Région wallonne, se prononce en faveur d'un nouveau tramway à Liège. Le projet est présenté en février 2009 par le ministre wallon des transports, André Antoine. Le 21 octobre 2011, le gouvernement wallon adopte le tracé définitif de la ligne 1, qui doit relier Herstal à Jemeppe-sur-Meuse. La première phase prévoit la construction de la ligne entre les quartiers de Sclessin et de Coronmeuse. En août 2024, le gouvernement Dolimont annule les extensions prévues vers Herstal et Jemeppe-sur-Meuse. Après de nombreux reports, la mise en service du tramway est prévue pour le 15 avril 2025.

## Galerie

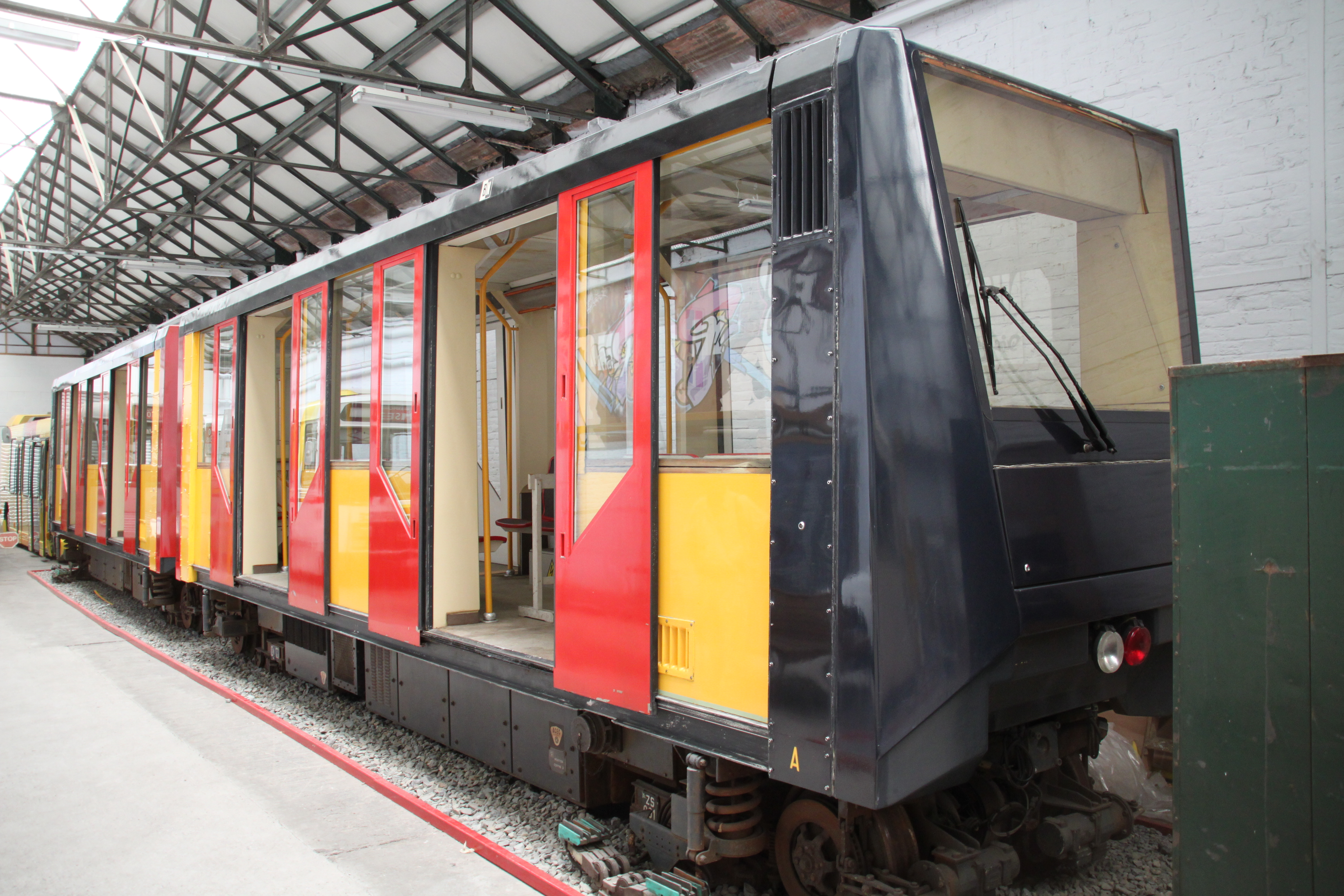
Avant de la rame
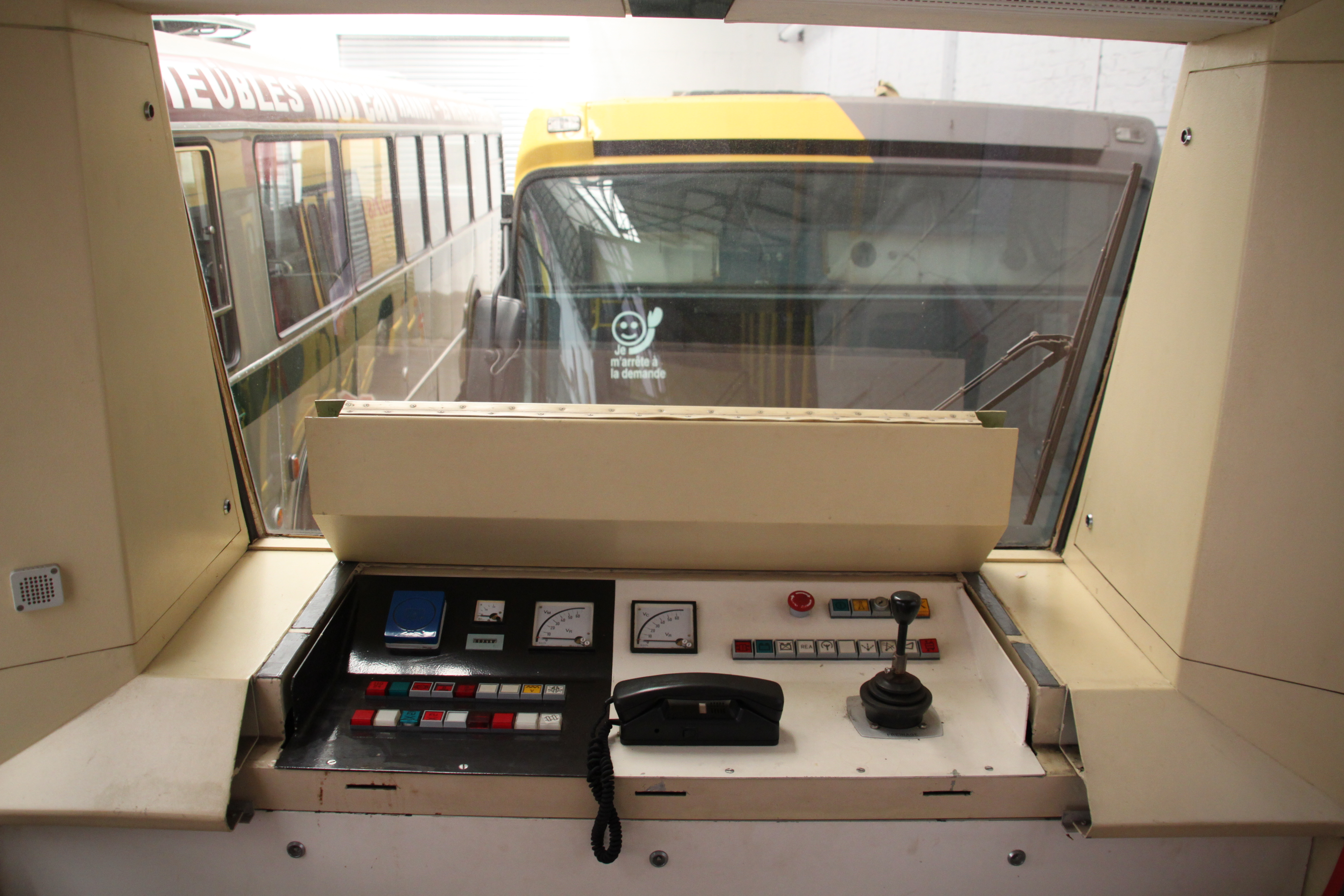
Cabine de la rame, avec son tableau de bord permettant la conduite manuelle en situation exceptionnelle.
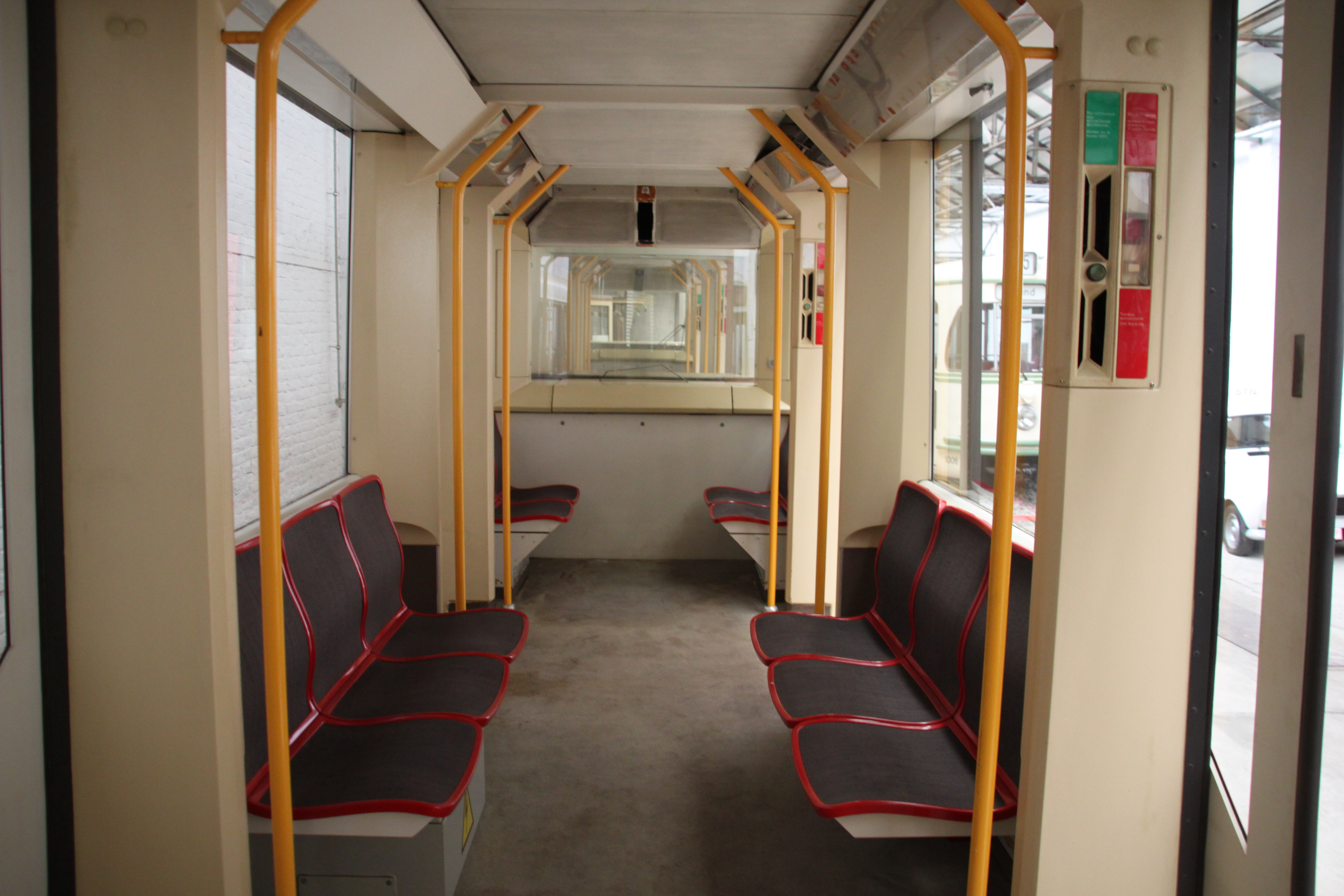
Intérieur de la rame. L'intercirculation n'était pas possible.